# Umlaut

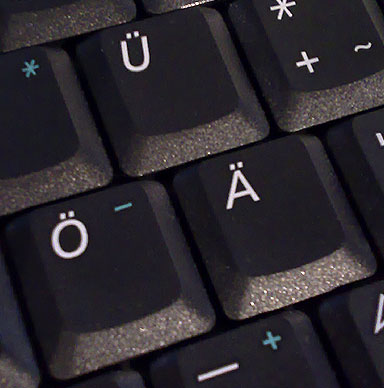
Tastele Ä, Ö, Ü pe tastatura unui calculator

Umlaut, cu pronunția [um.laut], este un cuvânt românesc de origină germană care semnifică o anumită modificare fonetică a timbrului unei vocale. Cuvântul este compus în germană din „um”, care inseamnă „re” sau „schimbat”, și „laut”, care inseamnă „sunet”, deci împreună „re-sunet” sau „sunet schimbat, modificat”.
Semnul ortografic pentru umlaut este semnul diacritic numit „tremă”, care este format din două puncte amplasate orizontal deasupra vocalei (ca de exemplu la litera Ü), care atunci însă se pronunță diferit. (Trema se mai folosește uneori și pentru a indica hiatul - acesta este pronunțarea separată a două vocale alăturate, așa ca de ex. la cuvântul francez „Citroën”.)
Deseori cuvântul „umlaut” se mai folosește și pentru a desemna nu sunetul modificat, ci semnul ortografic „tremă”, ceea ce însă este impropriu.

## În limba germană
Vocalele a, o și u se folosesc și în varianta „cu umlaut”, care este o modificare a pronunției lor:
- ä și Ä se pronunță aproximativ ca un "e" românesc, dar foarte deschis;
- ö și Ö se pronunță aproximativ ca "eo", așa ca în cuvintele românești foen și loess.
- ü și Ü se pronunță aproximativ ca "iu", așa ca în cuvintele românești etui, führer și tul.

Acolo unde semnul diacritic pentru umlaut (trema) nu stă la dispoziție, în loc de vocala cu tremă se poate scrie și ae, oe și respectiv ue (cu excepția numelor proprii, la care această înlocuire prin 2 litere nu se recomandă), dar aceste perechi de litere se pronunță la fel ca și ä respectiv ö și ü.

## În limba română
Cuvântul românesc „umlaut” se scrie cu literă mică, la fel ca toate substantivele comune, în ciuda faptului că în germană, deci la origine, el se scrie întotdeauna cu majusculă (Umlaut), deoarece în acest fel sunt scrise substantivele comune.
În l. română umlautul/trema sunt folosite foarte rar (exemple: în unele nume proprii ca Citroën; de asemenea în cuvântul românizat führer). Hiaturile nu se notează explicit cu treme, ci se pronunță intuitiv, ca de ex. piftie, linoleum, teorie.

## Diereza
Există un fenomen fonetic asemănător umlautului numit „diereză”, care presupune disocierea unui diftong în elementele sale componente în timpul pronunției, astfel încât fiecare element să-și recapete autonomia. Fenomenul opus dierezei se numește „sinereză” și este fuziunea într-un diftong a două vocale învecinate prin transformarea primei vocale într-o semivocală.